# Лави (Західнопоморське воєводство)
Лави (пол. Ławy, нім. Brügge) — село в Польщі, у гміні Мислібуж Мисліборського повіту Західнопоморського воєводства.
Населення — 504 особи (2011).
У 1975-1998 роках село належало до Гожовського воєводства.

## Демографія
Демографічна структура станом на 31 березня 2011 року:
|          | Загалом | Допрацездатний вік | Працездатний вік | Постпрацездатний вік |
| -------- | ------- | ------------------ | ---------------- | -------------------- |
| Чоловіки | 255     | 60                 | 181              | 14                   |
| Жінки    | 249     | 63                 | 143              | 43                   |
| Разом    | 504     | 123                | 324              | 57                   |